# Distretto di Katihar
Katihar è un distretto dell'India di 2 389 533 abitanti, che ha come capoluogo Katihar.